# Ecco the Dolphin (jeu vidéo)
 (mars 2017).
Si vous disposez d'ouvrages ou d'articles de référence ou si vous connaissez des sites web de qualité traitant du thème abordé ici, merci de compléter l'article en donnant les références utiles à sa vérifiabilité et en les liant à la section « Notes et références ».
Ecco the Dolphin est un jeu vidéo d'aventure sorti en 1992 sur Master System et Mega Drive, développé par Novotrade et édité par Sega. C'est le premier jeu de la série du même nom. 
Le jeu possède une adaptation sur Game Gear ainsi que sur Mega-CD. Il sera ensuite réédité dans diverses compilations de jeux Sega dont le Sega Smash Pack sur Game Boy Advance, le Sega Mega Drive Ultimate Collection sur Xbox 360 et PlayStation 3 puis le Sega Genesis Classics sur Xbox One, PlayStation 4 et Nintendo Switch. Le jeu est également disponible sur la Console Virtuelle de la Wii, le Xbox Live Arcade depuis août 2007 et sur Steam depuis juin 2010.
La suite directe du jeu sort en 1994 sous le nom Ecco : Les Marées du temps.

## Synopsis
Ecco est un dauphin vivant avec son groupe dans une baie paisible. Alors qu'il s'amuse à bondir hors de l'eau, une tempête mystérieuse s'abat violemment sur eux. Lorsque le calme revient, Ecco s'aperçoit que ses amis ont tous disparu. Quittant la baie, il découvre alors que l'océan est en proie au chaos et d'autres animaux ont disparu. D'autres dauphins lui conseillent d'aller trouver « Big Blue », une vieille baleine bleue connue pour sa sagesse et qui pourra certainement l'aider. Après avoir traversé le grand océan et la mer arctique, Ecco trouve Big Blue qui lui apprend que la mystérieuse tempête frappe la Terre environ tous les 500 ans. Elle ne peut l'aider davantage et lui suggère de descendre dans la caverne de l'Astérite, la plus vieille créature sur Terre : formée d'un grand nombre d'orbes bleu-violacées et prenant la forme d'une hélice d'ADN géante, l'Astérite est un être très puissant. Lorsqu'il trouve la caverne, Ecco apprend que l'Astérite a besoin de son aide car il est incomplet. Une de ses orbes a été perdue il y a fort longtemps. Il intime à Ecco de se rendre dans la cité perdue d'Atlantis et d'utiliser une machine à voyager dans le temps pour retrouver ce qui a été perdu.
Au cœur d'Atlantis, Ecco découvre que la tempête est en fait l’œuvre d'une race extra-terrestre nommée « Vortex », qui en dépit de sa technologie avancée ne peut plus produire sa nourriture. Lorsque les planètes s'alignent, les Vortex moissonnent la Terre et prélèvent un grand nombre d'être vivants. En utilisant la machine, Ecco retourne à une époque ancienne (visiblement le Crétacé) et trouve l'Astérite mais se fait immédiatement attaquer par ce dernier. Ecco forcé de se défendre, arrache une orbe et se retrouve alors transporté à son époque. L'Astérite, à nouveau complet, le remercie en lui donnant des pouvoirs lui permettant de combattre les Vortex : un sonar très puissant capable de détruire les aliens, le don de respirer sous l'eau et la capacité de régénération. Ecco reprend la machine pour rentrer chez lui juste avant la tempête et se laisse volontairement aspirer avec ses amis. Il arrive ainsi chez les Vortex et parvient à trouver leur reine et à la détruire, il retrouve alors ses congénères et rentre sur Terre par le bras du vaisseau moissonneur.